# Kazuki Iimura
Kazuki Iimura (Kyoto, 27 de dezembro de 2003) é um esgrimista japonês, campeão olímpico.

## Carreira
Nascido no bairro de Ukyo, cidade de Kyoto. Começou a esgrima quando estava na primeira série do ensino fundamental. Em abril de 2022, ele venceu o Campeonato Mundial Júnior e ficou em 3º lugar na Copa do Mundo. Ele se tornou o atleta japonês mais jovem a ganhar uma medalha.
Nos Jogos Olímpicos de Verão de 2024, em Paris, conquistou a medalha de ouro na disputa de florete por equipes ao lado de Kyosuke Matsuyama, Takahiro Shikine e Yudai Nagano.